# 湯川仁
湯川 仁（ゆかわ まさし、旧姓：藤原、1933年6月3日 - 1980年5月28日）は、日本の哺乳類研究家。広島県出身。

## 人物
広島県比婆郡比和町（現庄原市比和地区）に生まれた。比婆郡を中心とする広島県北東部で、主に小型哺乳類の研究、特に食虫類やげっ歯類の標本収集、生活史の研究を行なった。比和自然科学博物館を基盤として行動していたが、その立場は博物館の学芸員補（1953年 - 1958年）、および比和町教育委員会職員（1958年以降）であり、実質的には在野のアマチュア研究家であった。1980年没。
死後に湯川の研究は再評価され、1997年には「第1回 野生動物の保護をめざすもぐらサミット」が比和町で開かれた。比和自然科学博物館は、湯川らが収集した多数のモグラ標本・資料があることから「モグラ博物館」の別称で親しまれている。

## 著書

### 論文
- 藤原仁名義、湯川仁名義 - 国立情報学研究所